# Schweizer Energiepolitik

Kraftwerk Rheinau, gegen das sich 1954 die erste Volksinitiative richtete

Für die Schweizer Energiepolitik setzen sich der Bund, die Kantone und die Gemeinden im Rahmen ihrer Zuständigkeiten ein. Ihr Ziel ist gemäss dem 1990 in die Bundesverfassung eingefügten Artikel 89 eine ausreichende, breit gefächerte, sichere, wirtschaftliche und umweltverträgliche Energieversorgung sowie ein sparsamer und effizienter Energieverbrauch.

## Geschichte

### Hintergrund
Ab den 1880er Jahren entstand in der Schweiz eine Vielzahl von Elektrizitätserzeugern, von der Kleinst- bis zur Grossfirma, von öffentlich-staatlichen über gemischtrechtliche bis hin zu privaten Unternehmen. Sie errichteten von 1883 bis 1900 mehr als 100 Kraftwerke mit einer durchschnittlichen Leistung von 700 Kilowatt zur lokalen Versorgung. Mit dem zunehmenden Ausbau der Wasserkraftnutzung und der zur Vernetzung benötigten Stromleitungen drängte sich um die Jahrhundertwende eine nationale rechtliche Regelung auf. 1902 wurde das Errichten von Leitungen im Starkstromgesetz reglementiert. Und 1908 nahmen Volk und Stände mit grossem Mehr einen Verfassungsartikel zur Wasserkraftnutzung an. Der Bund sollte damit die «öffentlichen Interessen» an der Wasserkraft wahren können, denn es wurde befürchtet, dass Privatunternehmen die einheimischen Wasserläufe zunehmend nur zu ihrem Vorteil nutzen würden. Das darauf gestützte Wasserrechtsgesetz, das dem Bund die Oberaufsicht verlieh, den Kantonen aber die Konzessionserteilung beliess, trat 1918 in Kraft. Im Jahr 1914 waren 6714 separate Kraftwerke in Betrieb aber nur 14 davon hatten eine Leistung von wenigstens 10 Megawatt. Die meisten dieser Kleinkraftwerke verschwanden.
Nachdem die Schweiz im Ersten Weltkrieg unter der Knappheit an Kohle gelitten hatte, wurde erstmals eine Energiepolitik des Bundes sichtbar, als der Bund sich auf die Kohle fokussierte, unter Einbezug des Erdölsektors. Der Stromverbrauch hingegen stieg nach dem Weltkrieg zunächst verlangsamt und in der Schweiz von 1919 bis 1939 jährlich um nur fünf Prozent. Angesichts der politisch kritisierten Exportquote im Jahre 1930 von 28 Prozent wurde 1930 zunächst provisorisch das Eidgenössische Amt für Elektrizitätswirtschaft geschaffen, damit der Bund „Zahlen und Statistiken zur Hand hatte über Produktion und Verbrauch, Import und Export von Strom“. Die Stromnetze blieben lange aufgrund des Kantönligeists regional. Im Jahr 1937 war erstmals die Romandie mit der Deutschen Schweiz in einem Stromnetz verbunden.
Die Versorgung mit Elektrizität wurde 1941 als «nationales Projekt» staatlich gefördert.
Der Strommangel in den strengen Nachkriegswintern 1946 bis 1948 und die Verbreitung von elektrischen Geräten in den Haushalten führten zu einem starken Ausbau der Wasserkraftnutzung. Ab 1950 fand dann die Zusammenschaltung aller Schweizer Stromnetze statt. 1950 bis 1969 wurden 156 neue Kraftwerke mit einer installierten Leistung von 7'200 MW in Betrieb genommen. Die Schweiz erzeugte 1960 mit 14 GJ pro Kopf und Jahr weltweit am meisten Hydroelektrizität, doppelt so viel wie Österreich auf dem zweiten Platz.
1961 wurden die Aufgaben des Amtes für Elektrizitätswirtschaft auf Erdöl und Erdgas erweitert, also der Name auf Eidgenössisches Amt für Energiewirtschaft geändert. Dessen Aufgaben waren aber noch eng begrenzt. Der Bund konnte keine Politik betreiben, welche die Zukunft beeinflussen konnte.

### Weichenstellung zur Atomenergie

Reaktor XAVIER im Paul-Scherrer-Institut Würenlingen 1974

Am Physikalischen Institut der ETH Zürich, dem seit 1927 Paul Scherrer vorstand, wurde an der Kerntechnik geforscht. Im November 1945, drei Monate nach den Atombombenabwürfen auf Hiroshima und Nagasaki, setzte der Bundesrat die Studienkommission für Atomenergie (SKA) ein, um die militärische und die zivile Nutzung der Atomkraft zu studieren. Die rechtlichen Grundlagen für die Nutzung der Atomenergie legten ein Verfassungsartikel, den das Volk am 27. November 1957 mit 77,3 Prozent Ja annahm, sowie das darauf gestützte Bundesgesetz über die friedliche Nutzung der Atomenergie und den Strahlenschutz von 1959. Ab 1953 trieben Schweizer Grossunternehmen, finanziert von der SKA, die Entwicklung eines eigenen Atomreaktortyps voran. Sie scheiterten aber endgültig, als sich 1969 im Versuchsreaktor in Lucens ein schwerer Unfall ereignete. Die Havarie aufgrund einer Kernschmelze führte jedoch noch nicht zu Diskussionen in der Öffentlichkeit; sie glaubte den Beteuerungen der SKA, die Sicherheit der Anlage sei durch den Unfall gerade bestätigt worden. Bis 1966 waren 615 Millionen Franken zur Erforschung und Entwicklung der Atomtechnologie investiert worden, wovon 87 Prozent von Bund und Kantonen stammten. Diese Aufwendungen schufen eine wissenschaftlich-technisch-bürokratische Infrastruktur, dank der es der Energiewirtschaft möglich wurde, ausländische Reaktoren einzukaufen.
Der aufkommende Umweltschutz sorgte sich als Erstes in den 1950er-Jahren um die Gewässer und richtete sich in der Folge auch gegen den Ausbau der Wasserkraft; das ursprüngliche Projekt des Kraftwerks bei Rheinau hätte gar den Rheinfall um zwei Meter Höhe verkürzt. Eine Volksinitiative gegen dieses Projekt führte zur ersten gesamtschweizerischen Abstimmung über ein Kraftwerkprojekt. Am 5. Dezember 1954 wurde sie abgelehnt, das Kraftwerk aber trotz Ablehnung doch nicht so gebaut wie geplant. Derart schien der Ausbau der Wasserkraft auch immer unwirtschaftlicher. Bis 1963 hatten sich die grossen Elektrizitätsversorger in ihrem „Zehn-Werke-Bericht“ gegenüber der Atomkraft noch zurückgehalten und thermische Kraftwerke zur Stromerzeugung vorgesehen, welche aber in den Standortregionen wiederum auf grossen Widerstand stiessen. Bundesrat Willy Spühler (SP) forderte 1963 im Namen der Landesregierung: «Der Augenblick ist gekommen, ernsthaft und unverzüglich zu prüfen, ob auf die kurzfristig gedachte Zwischenstufe von konventionellen thermischen Kraftwerken verzichtet und unmittelbar auf den Bau und die Inbetriebnahme von Atomkraftwerken zugesteuert werden sollte.» Der Präsident des Schweizerischen Bundes für Naturschutz, Jakob Bächtold, bilanzierte, dass dank der Atomenergie nun weder Gewässer ohne Rücksicht auf die Landschaft der Energiegewinnung zu opfern, noch kaum akzeptierbare Standorte für Öl- oder Kohlekraftwerke gefunden werden müssten.
Zwischen 1964 und 1971 gab es so elf Projekte für den Bau von Atomkraftwerken. In Betrieb gingen davon Beznau I (1969) und II (1971), Mühleberg (1972), Gösgen (1978) und Leibstadt (1984) mit einer installierten Leistung von insgesamt 3000 MW. Das bedeutete die Weichenstellung für einen Mix bei der Stromerzeugung, wie er für viele Jahre Bestand hatte: rund 60 Prozent Wasserkraft und 40 Prozent Atomenergie.

### Grundlagen für die Energiepolitik des Bundes
Die Ölpreiskrise von 1973 traf die Schweiz, deren Energieversorgung damals zu 80 Prozent vom Erdöl abhing, völlig unerwartet. Der Bund konnte mangels gesetzlicher Grundlagen für eine umfassende Energiepolitik nur kurzfristig die Reduktion des Verbrauchs fordern, vor allem mit Sonntagsfahrverboten, und langfristig die Substitution des importierten Erdöls fördern, dies mit der Planung von weiteren Atom- und Wasserkraftwerken, aber auch mit der Nutzung von Sonnenenergie oder Geothermie.
Um die rechtlichen Grundlagen für die Energiepolitik zu schaffen, setzte der Bundesrat 1974 die Eidgenössische Kommission für die Gesamtenergiekonzeption (GEK) unter dem Vorsitz von «Atompapst» Michael Kohn ein. Sie zeigte in ihrem Endbericht von 1978 vier Szenarien auf: I. Rein marktwirtschaftlich: Korrektur des Energieverbrauchs nur durch Preismechanismus, keine regulatorischen Eingriffe. II. Marktwirtschaftlich-föderalistisch: flankierende staatliche Eingriffe, Entscheidungskompetenz weiter bei Kantonen und Gemeinden. III. Interventionistisch: neue Kompetenzen für den Bund aufgrund eines Verfassungsartikels. IV. Dirigistisch: «Nullwachstum» dank Verringerung des Energieverbrauchs und Veränderung des Lebensstils.
Gemäss der Empfehlung der Kommission entschied sich der Bundesrat für das Szenario III. Er legte einen Verfassungsartikel vor, auf den sich Sparprogramme und Forschungsprojekte stützen liessen. Der Energieartikel scheiterte aber am 27. Februar 1983  am Ständemehr von 12 Nein gegen 11 Ja, wobei 50,9 Prozent der Bürger Ja gestimmt hatten. Dazu führte eine unheilige Allianz: Gegen den Energieartikel kämpften einerseits Wirtschaftsverbände, denen die Eingriffe in den Markt und die Aufgabenteilung zwischen Bund und Kantonen zu weit gingen, anderseits Linksparteien und Umweltorganisationen, die sich gegen eine weitere Bevorteilung der Atomkraft wandten.
Eine zweite Vorlage für einen Energieartikel, der den Föderalismus respektierte, kam am 23. September 1990 zur Volksabstimmung, zusammen mit Initiativen für einen Atomausstieg (52,9 % Nein) und für ein Atomkraftwerk-Moratorium von zehn Jahren (54,5 % Ja). Der Energieartikel wurde mit 71,1 Prozent Ja und allen 23 Stände-Stimmen klar angenommen.

### Auseinandersetzungen um die Atomenergie

Protest auf dem Gelände des geplanten AKW Kaiseraugst 1975

National wandelte sich um 1970 der Naturschutz zur Umweltbewegung, die sich mit den negativen Folgen des überhitzten Wachstums der 1960er Jahre auseinandersetzte, wie Gewässerverschmutzung, Verkehrsabgase, Müll und Lärm. Am 6. Juni 1971, in der ersten Abstimmung mit Beteiligung der Frauen, nahm das Volk den Umweltartikel mit einem rekordhohen Ja-Mehr von 92,7 Prozent an. Global setzte um 1972 eine Debatte um die Entwicklung der Wirtschaft ein, vor allem mit der UN-Umweltkonferenz in Stockholm und der Veröffentlichung des Bestsellers Die Grenzen des Wachstums durch den Club of Rome. So meinte der Schweizerische Bund für Naturschutz 1974, weniger als zehn Jahre nach seiner Aussage, Öl und Gas zu überspringen und «direkt den Schritt zur Gewinnung von Atomenergie zu tun», es könne nur eine Lösung geben: «Weniger Energieverbrauch statt weitere Atomkraftwerke».
Zu Widerstand gegen den Bau von Kernkraftwerken kam es zuerst in Kaiseraugst. Ab 1969 wandten sich lokale Bürgerinitiativen und politische Aktionen aus Basel gegen das Projekt, vorerst wegen der geplanten Kühlung durch Flusswasser. Der Bundesrat untersagte 1971 die Flusswasserkühlung bei den laufenden Projekten an Aare und Rhein; der deshalb nötige Bau von Kühltürmen führte aber ebenfalls zu heftigen Protesten. Im April 1975 besetzten 15'000 Aktivisten das Baugelände in Kaiseraugst, um die angelaufenen Bauarbeiten zu stoppen. Die Besetzer brachen ihre Aktion nach elf Wochen ab. Der Bundesrat sprach sich 1981 für einen anderen Anlagetyp aus. Das Projekt wurde aber 1988 aufgrund eines Vorstosses von führenden Parlamentariern «aus politischen, staatsbürgerlichen und gesellschaftlichen Gründen» aufgegeben.
Nach der Besetzung in Kaiseraugst reichte die Anti-AKW-Bewegung 1976 die Volksinitiative «zur Wahrung der Volksrechte und der Sicherheit beim Bau und Betrieb von Atomanlagen» ein. Sie wurde am 18. Februar 1979 von Volk und Ständen knapp abgelehnt (50,8 Prozent der Stimmberechtigten und 14 Stände stimmten mit Nein). Wenige Wochen nach der Abstimmung kam es zu einem Reaktorunfall im Atomkraftwerk Three Mile Island. In der Folge nahm das Volk am 20. Mai 1979 ein verschärftes Atomgesetz mit 68,9 Prozent deutlich an. Aus den Aktionskomitees gegen Kaiseraugst wuchs 1976 die Schweizerische Energiestiftung SES heraus. Führende Personen waren der ETH-Dozent Theo Ginzburg, der LdU-Nationalrat Franz Jaeger und die SP-Politikerin Ursula Koch. Die SES forderte in der Debatte um die Gesamtenergiekonzeption das Szenario mit Nullwachstum und reichte 1981 die Volksinitiativen «für eine Zukunft ohne weitere Atomkraftwerke» und «für eine sichere, sparsame und umweltgerechte Energieversorgung» ein. Volk und Stände lehnten beide Initiativen am 23. September 1984 mit 55,0 bzw. 54,2 Prozent Nein und jeweils 17 Standesstimmen ab. Nach der Nuklearkatastrophe von Tschernobyl 1986 reichten die Kritiker 1987 die Initiativen «für den Ausstieg aus der Atomenergie» und «Stopp dem Atomkraftwerkbau (Moratoriuminitiative)» ein. Am 23. September 1990 lehnten Volk und Stände mit 52,9 Prozent der Stimmberechtigten und 16 Standesstimmen einmal mehr einen Ausstieg aus der Atomenergie ab, hiessen aber gleichzeitig mit 54,5 Prozent und 19½ Standesstimmen ein zehnjähriges Moratorium gut. Obwohl das Volk bis 2017 die Atomkraft nie grundsätzlich ablehnte, ging seit Leibstadt (1984) kein AKW mehr in Betrieb.

### Öffnung des Elektrizitätsmarktes

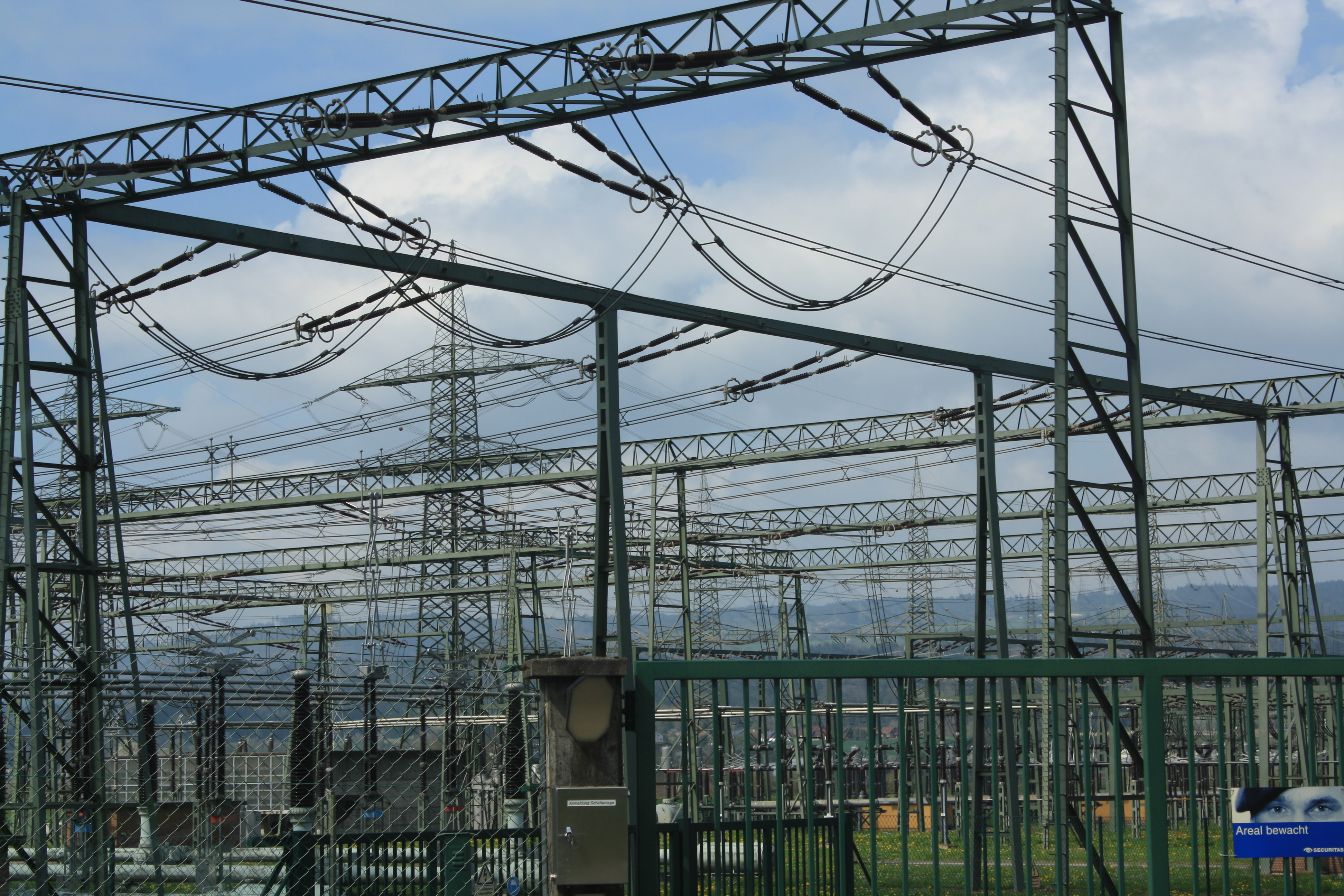
Umspannwerk Laufenburg als Schaltzentrale des Stromhandels 2014

In der Krise der 1990er Jahre forderte der Bundesrat Massnahmen zu einer marktwirtschaftlichen Erneuerung, so auch einen Bericht über die Möglichkeiten einer Marktöffnung bei den leitungsgebundenen Energien. Damit sollte sich die Schweiz nach der Ablehnung des EWR-Beitritts 1992 freiwillig der EU anpassen, die ihre Energiemärkte liberalisierte. 1999 legte der Bundesrat den Entwurf für ein Elektrizitätsmarktgesetz vor: Es sah vor, eine schweizerische Netzgesellschaft zu schaffen und den Strommarkt schrittweise zu öffnen. Nach der parlamentarischen Beratung ergriffen allerdings die Gewerkschaften und die Grünen das Referendum, weil die Bevölkerung genug von Privatisierungen und Liberalisierungen habe. Am 22. September 2002 sprach sich das Volk, wegen der starken Ablehnung in der Romandie, mit 52,6 Prozent Nein dagegen aus.
Nach einem zweiten Anlauf, der nicht mehr zu einer Volksabstimmung führte, trat am 1. Januar 2008 das Stromversorgungsgesetz (StromVG) in Kraft. Grosskunden mit einem Jahresverbrauch über 100'000 kWh können demnach ihren Anbieter selbst wählen, kleineren Verbrauchern steht derzeit kein Wahlrecht zu. Alle in der Schweiz verkaufte Energie muss gekennzeichnet werden, die Händler müssen also Herkunftsnachweise erwerben, wo und wie die von ihnen vertriebene Energie erzeugt wurde. Dieses System wird jedoch kritisiert, da die Zertifikate nicht die tatsächlichen Ströme widerspiegeln. So gab der Bund 2018 an, dass 76,8 Prozent des in der Schweiz verbrauchten Stroms aus erneuerbaren Energiequellen stammten. Die Universität Genf schätzte diesen Anteil aufgrund einer Analyse der effektiven Stromflüsse jedoch auf nur 48 Prozent.

## Verbindung der Energie- mit der Umweltpolitik

Kundgebung gegen das Waldsterben in Bern (Schweiz) am 5. Mai 1984

Wegen der Kritik am Wachstum, der Debatte um das Waldsterben Anfang der 1980er-Jahre und des Widerstands gegen die Atomkraft warb der Bundesrat für das Stromsparen. Später setzte sich die Sorge durch, dass der stark zunehmende Ausstoss von Treibhausgasen wie CO2 durch fossilen Brennstoffe zu einer Klimaerwärmung führen könnte. Bundesrat Flavio Cotti legte 1990 der Zweiten Weltklimakonferenz in Genf den Entwurf für eine Klimakonvention vor, die eine weltweite CO2-Steuer forderte. Und er trug mit diplomatischem Einsatz massgeblich dazu bei, dass die Weltgemeinschaft 1992 am Erdgipfel von Rio eine Klimakonvention unterzeichnete, wenn auch ohne Emissionsziele.
National schlug die Landesregierung eine Abgabe auf fossile Brennstoffe vor, gestützt auf den 1990 im zweiten Anlauf angenommenen Energieartikel.  Eine angedachte Erhöhung der Treibstoffzölle stiess in der Vernehmlassung auf ein verheerendes Echo, weshalb die Vorlage in der Schublade landete. Erst 1995 legte Bundesrätin Ruth Dreifuss, die 1993 das Innendepartement übernommen hatte, nach Gesprächen mit Wirtschaftsleuten den Entwurf zu einem Gesetz über die Reduktion der CO2-Emissionen vor. Gleichzeitig mit dem Gesetz beriet das Parlament 1997 bis 1999 auch Volksinitiativen für einen Solarrappen und eine Energielenkungsabgabe sowie einen Gegenentwurf über eine Förderabgabe für erneuerbare Energien. Das CO2-Gesetz galt deshalb als kleineres Übel; nicht einmal die Strassenverkehrsverbände ergriffen dagegen das Referendum. Die Verfassungsänderungen lehnte das Volk am 24. September 2000 alle ab.
Gestützt auf den Energieartikel lief von 1990 bis 2000 das Aktionsprogramm «Energie 2000». Das Ziel dieses Programms war prioritär das Reduzieren des Verbrauchs von nicht erneuerbaren Energien, also der CO2-Emissionen. Weitere Ziele waren das Dämpfen des Elektrizitätsverbrauchs und das Fördern der erneuerbaren Energien. Zur Erreichung der Ziele wurde auf freiwillige Massnahmen, energiepolitische Dialoge mit den Betroffenen und finanzielle Unterstützung durch den Bund gesetzt. Dieses Aktionsprogramm zeigte zwar Wirkung, führte aber bei den CO2-Emissionen nicht zum vorgegebenen Ziel.

### Ausstieg aus der Atomkraft

Atomkraftwerk Gösgen im Bau 1975

Auch noch am 18. Mai 2003 wurde der Ausstieg aus der Atomkraft mit der Initiative «Strom ohne Atom» («für eine Energiewende und schrittweise Stilllegung der Atomkraftwerke») mit 66,3 Prozent Nein vom Volk abgelehnt, verworfen wurde auch die Initiative «MoratoriumPlus» (für eine Verlängerung des Moratoriums um weitere zehn Jahre) mit 58,4 Prozent Nein. Ab 2008 gab es sogar Pläne für den Bau zweier neuer Atomkraftwerke an Standorten bisheriger Anlagen, weil die Versorger nach der Stilllegung der älteren Anlagen in Beznau und Mühleberg eine Stromlücke befürchteten. Die Atomgegner betonten dagegen die Möglichkeiten von Energieeffizienz-Massnahmen und der erneuerbaren Energien. Zudem erklärten sie, die Kosten für die Erzeugung des Nuklearstroms würden stetig steigen, jene für Alternativenergie aber sinken.
Die Stimmung kippte nach der Nuklearkatastrophe von Fukushima im März 2011. Bundesrätin Doris Leuthard als vorherige Atombefürworterin stand für viele exemplarisch für den Wandel der Energiepolitik. Drei Verfahren für die Rahmenbewilligungen neuer Kernkraftwerke wurde sistiert. Laut Leuthard hatte es in dieser Situation eine Rolle gespielt, dass Frauen eine Mehrheit stellten, aber auch, dass mit Evelyne Widmer-Schlumpf eine Bundesrätin keine Beziehungen zur Atomwirtschaft hatte. Am 25. Mai 2011 beschloss der Bundesrat den schrittweisen Ausstieg aus der Kernenergie, also den Verzicht auf den Bau neuer Werke und das Abschalten der bestehenden Anlagen am Ende ihrer Laufzeit. Grundlage dazu war ein Bericht aus dem Bundesamt für Energie. «Energieperspektiven 2050» enthielt verschiedene Szenarien, laut Walter Steinmann, Direktor im Bundesamt für Energie, zeigte sich, dass ein Atomausstieg «technisch ... machbar, wirtschaftlich verkraftbar» war. Erwähnt war darin eine potenzielle Bedeutung der Gaskraft. Eine Studie der ETH Zürich mit dem Titel «Energiezukunft Schweiz» hatte den schrittweisen Atomausstieg mit positiven Fazit untersucht: Die Energiewende und die Klimaziele könnten gleichzeitig erreicht werden, ohne nennenswerte Wohlstandsverluste. Es seien aber «grosse Anstrengungen» auf allen Ebenen der Gesellschaft nötig. Bei einer angenommenen Betriebsdauer von 50 Jahren sollte 2019 als erstes das Atomkraftwerk Beznau I abgeschaltet werden, 2034 als letztes das Atomkraftwerk Leibstadt. Der Nationalrat nahm am 8. Juni 2011 Motionen an, die den langfristigen Atomausstieg verlangten, der Ständerat folgte im September. Der von der Atomlobby kreierte Begriff «Technologieverbot» wurde am 30. November zum «Unwort des Jahres» gewählt.  In der Botschaft zur Energiestrategie waren Gaskraftwerke erwähnt, im Vorfeld der Volksabstimmung verschwand dieser „Restbedarf“, auch weil Linke und Grüne dies ablehnten und teils eine Volksinitiative lancieren wollten.
Am 21. Mai 2017 stimmte das Volk mit 58,2 Prozent Ja der Energiestrategie 2050 zu und nahm damit ein Bewilligungsverbot für neue Atomkraftwerke an. Mittlerweile hatte der Betreiber BKW Energie beschlossen, sein Werk Mühleberg aus Wirtschaftlichkeitsgründen 2019 freiwillig definitiv vom Netz zu nehmen.
Für den Rückbau der in Betrieb stehenden Schweizer Atomkraftwerke werden Fonds geäufnet. Gemäss Kritikern missachtet die Atombranche Bedenken wegen einer Finanzierungslücke aufgrund unterschätzter oder geschönter Kosten für den Rückbau und wegen des absehbaren Fehlens der nötigen Fachkräfte. Der AKW-Betreiberverband Swissnuclear ging dagegen aufgrund der Erfahrungen beim AKW Mühleberg von leicht sinkenden Kosten aus und schätzte 2021 die Gesamtkosten für die Stilllegung und den Rückbau der Schweizer Atomkraftwerke sowie die Entsorgung aller Abfälle auf 23,1 Milliarden Franken. Davon seien 16,4 Milliarden finanziert, und der Rest sei durch Kapitalerträge auf den Fonds zu erwarten.
Im Mai 2022 bilanzierte Gerhard Pfister, Parteipräsident der Mitte und damit Parteikollege von Doris Leuthard, in den Jahren nach dem Volksentscheid hätten Bundesrat und Parlament es verpasst, die «unangenehmen, konkreten Massnahmen umzusetzen, die auch zur Strategie» gehört hätten. 2025 meinte auch die Alpiq-Chefin «"Wir haben heute 2025 und haben seither (seit dem Runden Tisch 2020) nichts erreicht und nichts gemacht"».

### Volksinitiative «Jederzeit Strom für alle (Blackout stoppen)»
Im August 2022 lancierten bürgerliche Kreise die Volksinitiative «Jederzeit Strom für alle (Blackout stoppen)» an mit dem Ziel, das Bewilligungsverbot für neue Atomkraftwerke wieder aufzuheben; sie wurde am 16. Februar 2024 eingereicht. Der grüne Regierungsrat Martin Neukom erklärte, die Streichung des Verbots ändere nichts daran, dass für ein Kernkraftwerk in der Schweiz keine Investoren zu finden seien. Selbst wenn man Atomkraftwerke wollen würde, müssten sie subventioniert werden. Eine Studie zu neuen Kernkraftwerken der ETH Lausanne war gemäss Kritikern von unrealistischen Preisen für deren Strom ausgegangen. Der Autor selber ging zudem von neuen Reaktortypen aus, wie dies auch vom Leiter des Forschungsbereichs Nukleare Energie am Paul-Scherrer-Institut diskutiert wurde. Dieser rechnete 2023 mit einem Zeitbedarf von 17 Jahren, um ein neues Projekt zu realisieren. Die Leiterin des Bundesamtes für Umwelt Katrin Schneeberger wies ebenfalls darauf hin, dass Projekte sehr lange Laufzeiten hätten. Eine Aufhebung des Verbots, so ein Kommentar der NZZ im Jahr 2023, würde bei einem solchen Zeithorizont von 20 Jahren auch nichts an der Notwendigkeit des Ausbaus der Erneuerbaren ändern.
Trotzdem gab der Bundesrat Ende August 2024 eine Aufhebung des AKW-Bauverbotes in die Vernehmlassung, auch als Reaktion auf die eingereichte Initiative. Bei der Bekanntgabe sagte Energieminister Rösti: «Wir brauchen diese Option Kerntechnologie nicht, wenn alles so läuft wie die Erneuerbaren Vertreter das auch sagen.» Die Aargauer Zeitung kommentierte, der Bundesrat lanciere ohne konkrete Projekte und Kosten zu nennen «eine unnötige Debatte im luftleeren Raum». Der Sprecher der Axpo wies auf Anfrage darauf hin, dass die Energie rascher gebraucht werde, als ein Kernkraftwerk je gebaut werden könnte, der Sprecher der BKW erklärte, wirtschaftlich sei ein Kernkraftwerk in der Schweiz nicht realisierbar, Kernkraftwerke würden nur von Staaten gebaut oder mindestens mit Steuergeldern mitfinanziert. Die Nagra, zuständig für die Endlagerung, verlautete, das geplante Endlager sei für die bestehenden Kernkraftwerke konzipiert.
Die Energiekommission der Akademien der Wissenschaften Schweiz stellte Unwägbarkeiten für neue Kernkraftwerke fest, da laut Regina Betz in einem bis 2050 ganz anders entwickelten Energiesystem nicht einmal klar sei, ob die wenig flexiblen Anlagen dann nicht teilweise stillstehen und Verluste produzierten würden. Ohne erhebliche staatliche Subventionen werde ein neues Kernkraftwerk gar nie gebaut werden. Die neuartigen Technologien seien bei der Studie nicht berücksichtigt worden, so Andreas Pautz, weil diese bis zu einer fälligen Bewilligung zu wenig erprobt sein würden und einerseits ein Technologiewechsel nach der Rahmenbewilligung nach den geltenden Gesetzen gar nicht möglich sei, andererseits auch die Verhandlungen mit Anbietern frühzeitig getroffen werden müssten.

### Bundesgesetz über eine sichere Stromversorgung mit erneuerbaren Energien 2023/2024
Das Parlament verabschiedete im Herbst 2023 das Bundesgesetz über eine sichere Stromversorgung mit erneuerbaren Energien, den sogenannten Mantelerlass. Da Umweltschützer um die Fondation Franz Weber und den Rentner Pierre-Alain Bruchez das Referendum ergriffen, kam es zu einer Volksabstimmung.
Eine Unsicherheit zur Chance in der Volksabstimmung entstand, nachdem im Parlament zwei Drittel der SVP-Parlamentarier dem Gesetz zugestimmt hatten, die Parteileitung jedoch der eigenen Delegiertenversammlung die Ablehnung empfahl. Das Gesetz wurde im Juni 2024 vom Volk mit 68,7 % Ja-Stimmen klar angenommen. Das erste Paket der Verordnungen zur Umsetzung des Bundesgesetzes über eine sichere Stromversorgung mit erneuerbaren Energien ist am 1. Januar 2025 in Kraft getreten, das zweite Paket folgt ein Jahr später.

## Nachhaltigkeit in der Energieversorgung

### EnergieSchweiz
«EnergieSchweiz» ist das Nachfolgeprogramm von «Energie 2000», es vereint die freiwilligen Massnahmen zur Umsetzung der Schweizer Energiepolitik. Das Programm fördert das Wissen und die Kompetenz in Energiefragen und bietet gleichzeitig ein Gefäss zur Markterprobung innovativer Ideen. Seine Aufgabe besteht insbesondere darin, mit Information und Beratung, Aus- und Weiterbildung sowie Massnahmen zur Qualitätssicherung die Wirkung der gesetzlich verankerten Anreizsysteme zu verstärken. Städte, Gemeinden, Areale sowie Regionen spielen bei der Förderung der Energieeffizienz sowie der erneuerbaren Energien eine wichtige Rolle und werden entsprechend von EnergieSchweiz unterstützt.

### «Energiestadt»

Logo des Labels «Energiestadt»

Das Label «Energiestadt» zeichnet Gemeinden und Städte aus, die eine nachhaltige Klima- und Energiepolitik vorleben und umsetzen. Verliehen wird das Label nach einer erfolgreichen Prüfung der Gemeinde durch den unabhängigen Trägerverein Energiestadt. Der Prüfung liegt ein komplexer und dynamischer Kriterienkatalog zu Grunde. Im Juni 2017 waren 429 Gemeinden mit dem Label ausgezeichnet, deren knapp fünf Millionen Einwohnerinnen und Einwohner fast zwei Drittel der Schweizer Bevölkerung ausmachen. 2019 wurde die Stadt Bern von EnergieSchweiz mit 87,2 von möglichen 100 Punkten ausgezeichnet, die höchste jemals in der Schweiz vergebene Bewertung.
2003 schlossen sich «Energiestadt», das österreichische Programm e5 – Programm für energieeffiziente Gemeinden und Partner aus Deutschland zum harmonisierten Programm European Energy Award (EEA) zusammen.

## Ziele der Energiestrategie 2050
Auch in weiterer Zukunft will die schweizerische Energiepolitik die Ziele des Energieprogramms EnergieSchweiz verfolgen. Diese lassen sich in vier Punkten zusammenfassen:
- Versorgungssicherheit (möglichst geringe Auslandsabhängigkeit)
- Umweltverträglichkeit (weniger Treibhausgase und Atommüll)
- Wirtschaftsverträglichkeit (erschwingliche Energie)
- Sozialverträglichkeit (landesweit gleiche Bedingungen bei der Energieversorgung)

Die Massnahmen zum Erreichen dieser Ziele werden in der Energiestrategie 2050 festgelegt und nachgeführt.
Mögliche Technologien umfassen auch die Wasserstofftechnologie mit der Brennstoffzelle, die Geothermie sowie die Kernfusion, die sich jedoch noch im experimentellen Stadium befindet. Kleinere Geothermie-Anlagen zur Wärmegewinnung sind schon seit 1985 in Betrieb. Laut dem Bundesamt für Energie könnten bei seinem Szenario 2050 7 % des nationalen Stromverbrauchs durch geothermische Quellen gedeckt werden.
Eine 2024 veröffentlichte Studie der Schweizerischen Energiestiftung zeigt auf, dass die Schweizer Energiepolitik nach wie vor auf viele Fehlanreize setzt. Die grössten Fehlanreize finden sich im Verkehr. So liess sich bisher beispielsweise noch keine politische Mehrheit bilden, um eine Lenkungsabgabe (CO2-Abgabe) auf Treibstoffe im Strassenverkehr einzuführen. Ausserdem sind Nutzfahrzeuge unter 3,5 Tonnen Gewicht von der Schwerverkehrsabgabe ausgenommen. Darüber hinaus gibt es eine Steuerbefreiung für internationale Flüge, sowohl bei der Mineralölsteuer als auch bei der Mehrwertsteuer. Würden die sieben wichtigsten Fehlanreize korrigiert, könnte die Schweiz laut der Studie knapp 10 Terawattstunden Energie oder rund fünf Prozent des Gesamtenergieverbrauchs sparen. Am 1994 unterschriebenen und 1998 in Kraft getretenen Vertrag über die Energiecharta, welcher mit den Klimazielen unvereinbar ist, will die Schweiz festhalten.